# Cantone di Mentone Ovest
Il Cantone di Mentone Ovest era una divisione amministrativa dell'arrondissement di Nizza.
A seguito della riforma approvata con decreto del 24 febbraio 2014, che ha avuto attuazione dopo le elezioni dipartimentali del 2015, è stato soppresso.
Comprendeva parte della città di Mentone e 3 comuni:
- Gorbio
- Roquebrune-Cap-Martin
- Sainte-Agnès